# J Malan Heslop

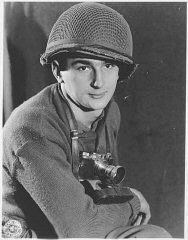
Retrato de J. Malan Heslop. - cortesia de J Malan Heslop, Museu Memorial do Holocausto dos Estados Unidos.

J. Malan Heslop (18 de junho de 1923 em Taylor, Weber County, Utah – 29 de julho de 2011 em Salt Lake City, Utah), foi um fotógrafo de guerra da Segunda Guerra Mundial, lotado na Unidade de Atribuição de Combate nº 123, de Arnold E. Samuelson, da 167ª Signal Photographic Company, que documentou os crimes de guerra nazistas. Posteriormente, ele foi editor do Church News e editor-chefe do Deseret News.
Heslop trabalhou como fotógrafo freelancer em Utah, e no jornal de Ogden, Standard Examiner, antes se mudar para a Califórnia, onde estudou fotografia no Los Angeles City College.

## Vida
J. Malan Heslop nasceu em 18 de junho de 1923, em Taylor, Utah. Ele era o mais velho dos três filhos de Jesse e Zella Malan Heslop. Sua família se mudou para uma fazenda em West Weber, Utah, quando ele tinha três anos.
Seu pai incentivou e inspirou a carreira de fotógrafo de Heslop. Foi usando a câmera e equipamentos dele que Heslop praticou fotografia e a revelação dos filmes. Ele frequentou a Weber High School, onde fez parte da equipe de atletismo, tocou trombone na banda da escola e foi membro do Clube de Fotografia, sendo o fotógrafo do anuário escolar.
Sua primeira câmera fotográfica foi uma 35mm Argus C-3, com uma lente f3.5 e um flash. Ele se formou na Weber High School em 17 de maio de 1941, e se matriculou no Weber College no outono daquele ano. Seu primeiro trabalho fotográfico foi no Standard Examiner. Suas fotos de um incêndio no aeroporto chegaram à primeira página do Examiner.
Posteriormente, Heslop estudou fotografia no Los Angeles City College. Ele se alistou na Reserva do Exército dos Estados Unidos em outubro de 1942. Em novembro, ele começou a estudar na Paramount Studios, na Signal Corps Photographers School. Ele fazia parte da 167 Signal Photographic Company.

## Segunda Guerra Mundial
J. Malan Heslop completou seu treinamento básico em Lebanon, Tennessee, onde fez suas primeiras fotos oficiais pelo exército. Lá, foi classificado como Técnico de 5º grau, T/5, equivalente a Cabo. Posteriormente, foi enviado para a Europa em 23 de julho de 1944, no Mauritânia. Ele serviu por nove meses durante o final da Segunda Guerra Mundial no Teatro Europeu, entre setembro de 1944 e maio de 1945.
Heslop esteve em combate na Áustria, Bélgica, França, Luxemburgo e Alemanha. Em sua trajetória registrou pessoas, organizações e eventos significativos do conflito, entre eles: o Corpo de Contra-Inteligência, Charles de Gaulle e Winston Churchill em Paris, e a Batalha do Bulge. Em maio de 1945, fotografou a libertação do Campo de Concentração de Ebensee, um subcampo do Campo de Concentração de Mauthausen-Gusen, na Áustria. Heslop foi um dos primeiros fotógrafos americanos a documentar evidências de crimes nazistas.

## Deseret News
Após a guerra, Heslop se formou em agricultura na Utah State Agricultural College (atualmente Utah State University) em Logan, Utah (junho de 1948). Posteriormente ele passou a integrar a equipe de fotógrafos do jornal Deseret News, em Salt Lake City, Utah. Pouco depois, foi nomeado fotógrafo-chefe, cargo que ocupou pelos 20 anos seguintes. 
De 1968 a 1976, ele atuou como editor do folhetim Church News, que era distribuído tanto como uma inserção no Deseret News quanto por correio para áreas fora do alcance de distribuição do jornal. Em 1976, Heslop tornou-se o editor-chefe do Church News, cargo que ocupou até 1981, e novamente de 1983 a 1988.

## Igreja de Jesus Cristo dos Santos dos Últimos Dias
Heslop era membro da Igreja de Jesus Cristo dos Santos dos Últimos Dias. Entre os cargos que ocupou na igreja estão bispo do 26° tutelado de Salt Lake, conselheiro na presidência da Salt Lake Pioneer Stake, presidente da Salt Lake Pioneer Stake, membro da Junta Geral do YMMIA, representante regional, presidente da Chicago North Mission e evangelista.
Heslop também escreveu vários livros e peças de teatro com Dell Van Orden. Ele participou da formação do grupo que, posteriormente, se tornou a Mormon Historic Sites Foundation.

## Família
Heslop se casou com Fae Stokes em 1º de maio de 1944, no Templo de Salt Lake, pouco antes de embarcar para a Europa, na Segunda Guerra Mundial. Eles tiveram cinco filhos, Paul, Lyn, Scott, Ann e Don. Os Heslops também escreveram uma autobiografia: Doubletree Adventure: Autobiography of J Malan and Eleanor Fae Stokes Heslop.

## Legado
A Brigham Young University, por meio do projeto Saints at War, liderado por Robert C. Freeman, digitalizou e disponibilizou online mais de 1.000 fotos de guerra de Heslop, feitas na Segunda Guerra Mundial. Os Arquivos Nacionais dos Estados Unidos e o Museu Nacional do Holocausto (Estados Unidos) também possuem coleções de fotos, de Heslop, da época da Segunda Guerra Mundial.

## Publicações
- From the Shadow of Death: Stories of POWs (com Dell R. Van Orden), Deseret Book, 1973.[8]
- Joseph Fielding Smith:A Prophet Among the People. Deseret Book, 1971. ISBN 0-87747-454-0.[9]
- How to Compile Your Family History. Bookcraft, 1978. ISBN 0-88494-344-5ISBN 0-88494-344-5

## Ligações Externas
- 167th Signal Photographic Company - Um grupo de reconstituição da Segunda Guerra Mundial nos EUA.
- Fotografias da Segunda Guerra Mundial por J Malan Heslop, coleção digitalizada na Biblioteca Harold B. Lee, Universidade Brigham Young.
- J Malan Heslop fotografias e outros materiais, MSS P 661, L. Tom Perry Special Collections Library, Harold B. Lee Library, Brigham Young University.